# El Sotillo (Guadalajara)
El Sotillo es un municipio y localidad española de la provincia de Guadalajara, en la comunidad autónoma de Castilla-La Mancha. Cuenta con una población de 31 habitantes (INE 2024).

## Geografía
Limita con las localidades de Torrecuadrada de los Valles, Algora, Las Inviernas y el Val de San García (Cifuentes). Se encuentra comunicado por una sola carretera a Las Inviernas y un camino asfaltado a Torrecuadrada. El pueblo se halla enclavado en un vallejo, colgado sobre el cauce de un arroyo.

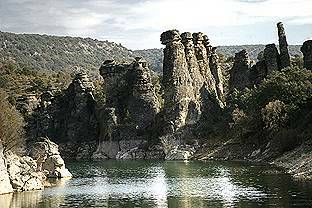
Los Frailes en el río Tajuña.

En el siglo XIX se mencionan los «buenos montes poblados de encina, roble y chaparro» existentes en el término. El municipio está ocupado por bosques de encinas mezcladas con sabinas y enebros, con un sotobosque de plantas melíferas, romero, gayuba y tomillo, entre otros. En los arroyos, bosques galería, muy transformados por la mano del hombre. Estos bosques son preferidos por los vertebrados superiores, con abundancia de jabalí, corzos y ciervos, al tener una montanera (bellotas) muy abundante y refugio permanentes.
El relieve del término municipal se desarrolla sobre las calizas del Mioceno, con una altura media de 1000 metros, atravesado por tres arroyos, afluentes, estacionales, del río Tajuña.

## Historia
El Sotillo perteneció a la comunidad de villa y tierra de Atienza, una de las más extensas de la Extremadura castellana, pero en el siglo XV entró a formar parte del Condado de Cifuentes, y a través de él al 'Ducado del Infantado, ya en el siglo XVI. Con las desamortizaciones del siglo XIX, empezó su vida independiente.
Debió tener en la Edad Media alguna clase de defensa, seguramente una atalaya, de la que no quedan restos.
Hacia mediados del siglo XIX, la localidad contaba con una población de 172 habitantes. Aparece descrita en el decimocuarto volumen del Diccionario geográfico-estadístico-histórico de España y sus posesiones de Ultramar de Pascual Madoz de la siguiente manera:

SOTILLO (el): l. con ayunt. en la prov. de Guadalajara (10 leg), part. jud. de Cifuentes (2), aud. terr. de Madrid (20), c. g. de Castilla la Nueva, dióc. de Siguenza (4). sit. en un valle quebrado y pedregoso, y atravesado por un arroyo: goza de clima templado y sano, sin que se conozcan otras enfermedades, mas que las estacionales y algunas tercianas: tiene 43 casas; la consistorial que sirve de cárcel; un pósito con el fondo de 50 fan. de trigo; escuela de instrucción primaria, frecuentada por 13 alumnos de ambos sexos, retribuida por los alumnos; una igl parr. (Sta. Marina) servida por un cura y un sacristan; fuera de la pobl. inmediata á las casas, una fuente de abundantes y buenas aguas que provee á las necesidades del vecindario: el térm. confina con los de Torrecuadrada, Navalpotro, Cifuentes, Las Ibiernas y Algora; dentro de él se encuentran varios manantiales de buenas aguas, y dos ermitas (Ntra. Sra. de Arauz y San Sebastian): el terreno, en lo general es quebrado y áspero, comprende buenos montes poblados de encina, roble y chaparro; ademas del arroyo que pasa por la pobl., baña el térm. el r. Tajuña, que corre entre los térm. de Cifuentes y El Sotillo; facilita su paso un puente de madera construido á costa de los pueblos del part.: caminos, los locales, de herradura y en mal estado: correo: se recibe y despacha en la cab. del part.: prod.: trigo, cebada, avena, patatas, judias y otras legumbres, nueces, cáñamo, cera, miel, leñas de combustible, y buenos pastos, con los que se mantiene ganado lanar, vacuno, mular y asnal; abunda la caza de perdices, conejos y liebres, también se ve algún corzo y bastantes lobos y zorras. ind.: la agrícola y dos molinos harineros. pobl.: 34 vec., 172 alm. cap. prod.: 690.700 rs. imp.: 48,450. contr.: 2,738.
(Madoz, 1849, p. 512)

## Monumentos
La iglesia parroquial, dedicada a Santa Marina, se construyó en el siglo XVII.

## Demografía
El Sotillo cuenta con una población de 31 habitantes (INE 2024).
| Gráfica de evolución demográfica de El Sotillo entre 1842 y 2021                                                    |
| |
| Población de derecho según los censos de población del INE Población de hecho según los censos de población del INE |